# Condylocardiidae
Condylocardiidae zijn een familie van tweekleppigen uit de orde Carditida.

## Geslachten
- Carditellinae Kuroda, Habe & Oyama, 1971
  - Carditella E. A. Smith, 1881
  - Carditellona Iredale, 1936
  - Hamacuna Cotton, 1931
  - Stenolena Dall, Bartsch & Rehder, 1938
- Condylocardiinae
  - Austrocardiella Middlefart, 2002
  - Benthocardiella Powell, 1930
  - Carditopsis E. A. Smith, 1881
  - Condylocardia F. Bernard, 1896
  - Erycinella Conrad, 1845 †
  - Isodontocardia Middelfart, 2002
  - Micromeris Conrad, 1866
- Cuninae Chavan, 1969
  - Condylocuna Laseron, 1936
  - Crassacuna Middelfart, 2002
  - Cuna Hedley, 1902
  - Cunanax Iredale, 1936
  - Goniocuna Klappenbach, 1963
  - Mimicuna Middelfart, 2002
  - Ovacuna Laseron, 1953
  - Propecuna Cotton, 1931
  - Saltocuna Iredale, 1936
  - Warrana Laseron, 1953
  - Westaustrocuna Middelfart, 2002